# 所罗门监狱山
所罗门监狱（波斯語：‎）是一座位于伊朗西阿塞拜疆省的中空圆锥状山峰。在山的中央有一个深80米的坑，入口处直径约65米。

## 名称
当地人认为这座山曾是所罗门囚禁恶魔的地方，故取名为“所罗门监狱”。

## 历史
这座山由自流泉形成，最初形成的是一座小池塘。而后石灰等矿物质逐渐缓慢地沉积在池塘边形成岩壁。由于水沿着现有的岩壁流下，沉积物越来越多，因此这岩壁随着时间推移越来越高，生成现今的结构。最终泉水干涸，留下中空的山峰。

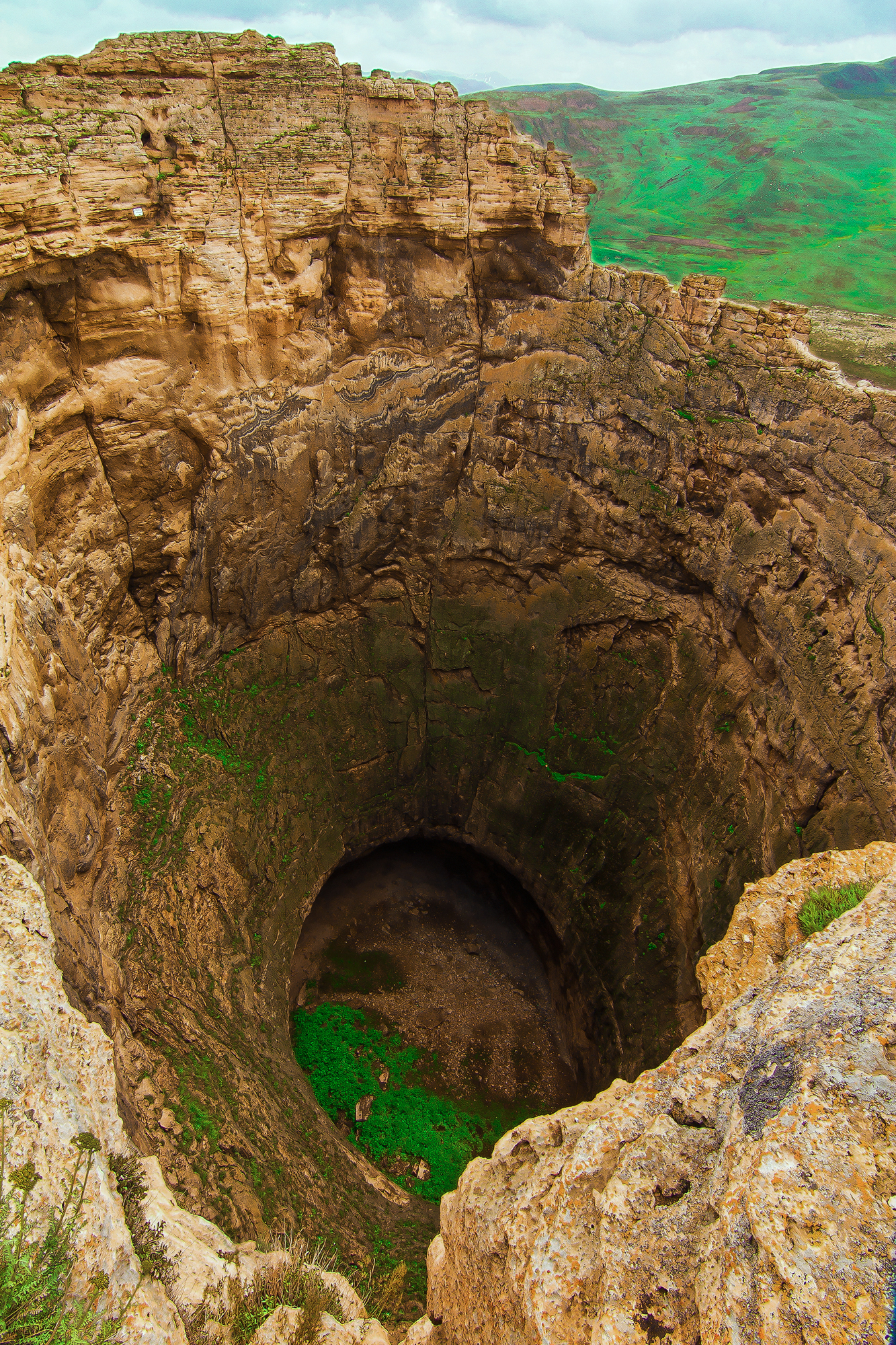
坑内

此处位于塔赫特蘇萊曼西侧3公里处，历史上已成为众多宗教和文化习俗的对象。在公元前880–660年间，这里曾被围墙包围，是曼努亞人的寺庙。然而，直到公元5世纪附近的塔赫特蘇萊曼成为重要的祆教寺庙时，这里的宗教意义才达到顶峰。

## 国家遗产
这座山峰于2001年3月15日入选伊朗国家级遗产名录，编号3257。